# Mi Buenos Aires querido (película de 1936)
 Mi Buenos Aires querido  es una película de Argentina en blanco y negro dirigida por Julio Irigoyen sobre su propio guion y producida en 1936. Fue un filme de bajo presupuesto y rápida filmación que posiblemente fue exhibido en ciudades del interior de Argentina y tuvo como protagonistas a Ada Cornaro y Totón Podestá.

## Reparto
- Ada Cornaro
- Totón Podestá
- Peter Warne
- Rodolfo Vismara

## Producción
El filme fue producido por Buenos Aires Film, una empresa dirigida por Julio Irigoyen que se caracterizaba por producir filmes clase “C” de muy bajo presupuesto y poca calidad artística, que en general eran historias con los personajes característicos de la ciudad: guapos, prostitutas, cantores de tango, jugadores en oscuros cafetines, hipódromos y salones aristocráticos. La mayoría eran películas de gauchos o típicamente porteñas, con tango o con canciones de tierra adentro. Es dificultoso acceder a información sobre esas películas, en primer lugar porque una parte no se estrenó en Buenos Aires sino en las provincias del interior de Argentina y también en otros países de América Latina, en segundo término porque Irigoyen no conservaba los negativos y en tercer lugar por el escaso interés que tenía por ellas la prensa especializada.